# فیگورفایو (آرکانزاس)
فیگورفایو (به انگلیسی: Figure Five) یک منطقهٔ مسکونی در ایالات متحده آمریکا است که در شهرستان کرافورد، آرکانزاس واقع شده‌است. فیگورفایو ۲۷۸٫۹ متر بالاتر از سطح دریا واقع شده‌است.